# Dzintars Ābiķis

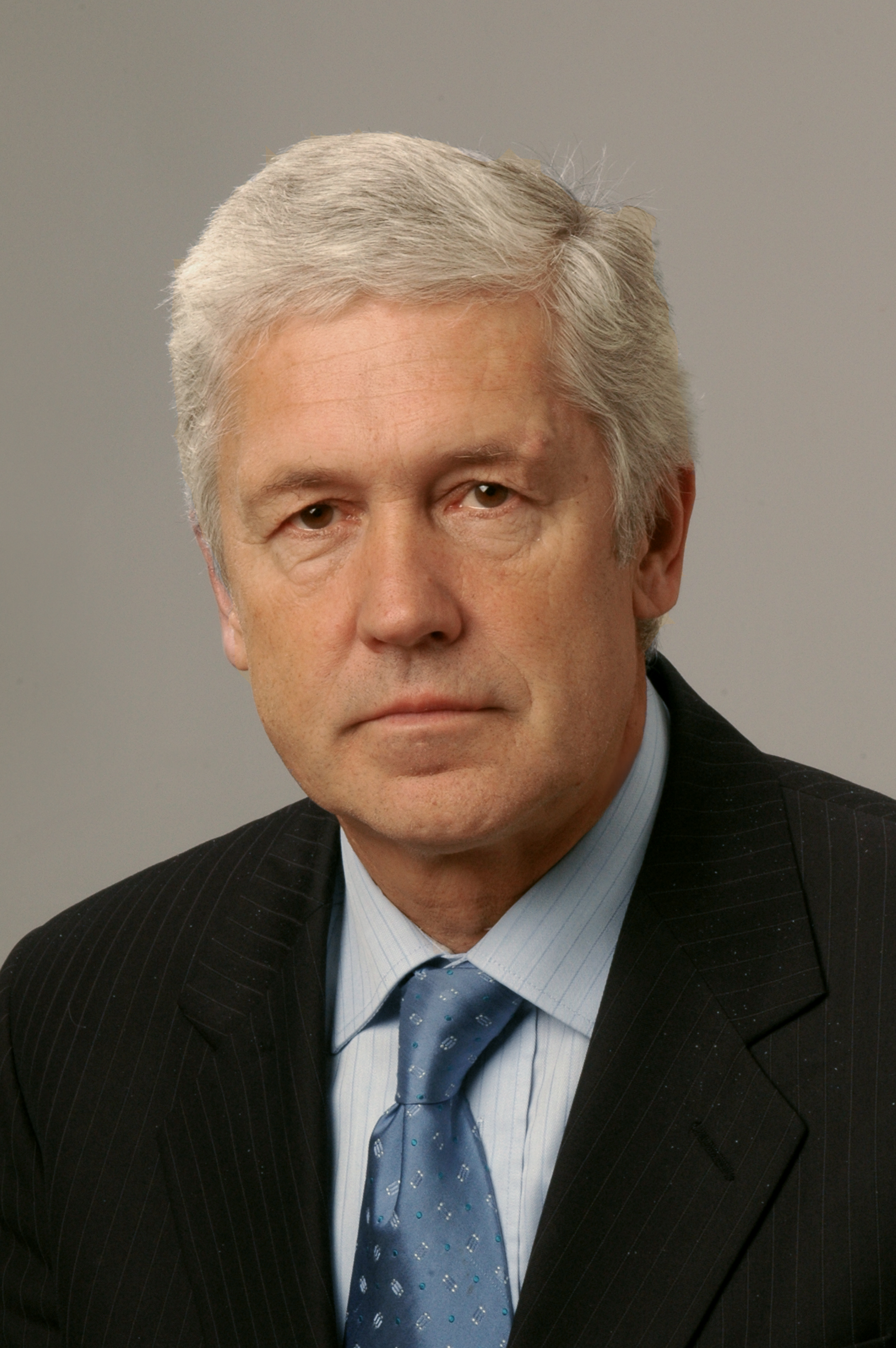
Dzintars Ābiķis (2010)

Dzintars Ābiķis (* 3. Juni 1952 in Ventspils, Lettische Sozialistische Sowjetrepublik) ist ein lettischer Politiker der Latvijas Zaļā partija (ZLP), der Latvijas Ceļš (LC), der Tautas partija (TP), der Sabiedrība citai politikai (SCP) sowie zuletzt seit 2011 der Vienotība (V), der von 1990 bis 1993 Mitglied des Obersten Rates der Republik Lettland sowie zwischen 1993 und 2014 Mitglied der Saeima, des lettischen Parlaments, war.

## Leben
Dzintars Ābiķis begann nach dem Besuch der 1. Sekundarschule in Ventspils ein Studium an der Fakultät für Geographie der Lettischen Staatlichen Universität, welches er 1980 abschloss. Nach Abschluss seines Studiums war er von 1980 bis 1990 als Geographielehrer am 41. Gymnasium, dem heutigen Jānis-Šteinhauers-Gymnasium, in Riga tätig. Nach der Wiederherstellung der Unabhängigkeit war er für die Grüne Partei Lettlands ZLP (Latvijas Zaļā partija) von 1990 bis 1093 Mitglied des Obersten Rates der Republik Lettland AP (Latvijas Republikas Augstākā Padome) und während dieser Zeit Sekretär der Kommission für Bildung, Wissenschaft und Kultur.
Bei der Parlamentswahl am 5. und 6. Juni 1993 wurde Ābiķis für die Partei Lettischer Weg LC Latvijas Ceļš erstmals zum Mitglied der Saeima, des lettischen Parlaments, gewählt und gehörte dieser nach seinen
Wiederwahlen am 30. September und 1. Oktober 1995, 3. Oktober 1998, 5. Oktober 2002, 7. Oktober 2006, 2. Oktober 2010 sowie am 17. September 2011 bis 2014 an. In der fünften Legislaturperiode (1993 bis 1995) war er Mitglied der Kommission für Bildung, Kultur und Wissenschaft und der Kommission für die Durchsetzung des Staatsbürgerschaftsrechts. In der sechsten Legislaturperiode (1995 bis 1998) war er weiterhin Mitglied der Kommission für Bildung, Kultur und Wissenschaft und der Kommission für die Durchsetzung des Staatsbürgerschaftsrechts sowie zeitweise Mitglied des Unterausschusses für die Vorbereitung des Bildungsgesetzes. Nachdem er am 23. April 1998 aus der Latvijas Ceļš ausgetreten war, gehörte er zunächst als Parteiloser keiner Fraktion an. In der siebten Legislaturperiode (1998 bis 2002) wurde er Mitglied der Volkspartei TP (Tautas partija) und war Vorsitzender der Kommission für Bildung, Kultur und Wissenschaft sowie Mitglied der Schadenskommission. Daneben war er Mitglied des Unterausschusses für die Ausarbeitung des Gesetzentwurfs „Über die Umsetzung des Projekts der Lettischen Nationalbibliothek“, des Unterausschusses zum Schutz der Kinderrechte, des Unterausschusses für maritime Angelegenheiten, Fischerei und Verkehr sowie des Unterausschusses für Sport.
In der achten Legislaturperiode (2002 bis 2006) fungierte Dzintars Ābiķis als Sekretär der Kommission für Bildung, Kultur und Wissenschaft sowie als Mitglied der Schadenskommission. Des Weiteren war er Vorsitzender des Unterausschusses Sport der Kommission für Bildung, Kultur und Wissenschaft sowie Mitglied des Unterausschusses zum Schutz der Kinderrechte der Kommission für Menschenrechte und öffentliche Angelegenheiten, des Unterausschusses für soziale Integration der Kommission für Menschenrechte und öffentliche Angelegenheiten, des Unterausschusses für die zukünftige Entwicklung der Kommission für Bildung, Kultur und Wissenschaft, des Unterausschusses Gesundheitsschutz der Kommission für Sozial- und Arbeitsangelegenheiten, des Unterausschusses für Land- und Forstwirtschaft der Kommission für Wirtschafts-, Agrar-, Umwelt- und Regionalpolitik sowie ferner des Unterausschusses Umwelt der Kommission für Volkswirtschaft, Agrar-, Umwelt- und Regionalpolitik. In der neunten Legislaturperiode (2006 bis 2010) fungierte er zwischen dem 17. November 2006 und dem 2. November 2010 als Sekretär der Kommission für Bildung, Kultur und Wissenschaft sowie als Mitglied beziehungsweise vom 26. März bis zum 16. Juli 2009 als Vorsitzender der Antragskommission. Des Weiteren war er zwischen dem 17. November 2006 und dem 2. November 2010 wieder Vorsitzender des Unterausschusses Sport der Kommission für Bildung, Kultur und Wissenschaft sowie des Weiteren zeitweise Mitglied des Unterausschusses zur Überwachung der Umsetzung des Nationalen Entwicklungsplans der Kommission für Bildung, Kultur und Wissenschaft, des Unterausschusses für öffentliche Gesundheit der Kommission für Sozial- und Arbeitsangelegenheiten, des Unterausschusses Energie der Kommission für Volkswirtschaft, Agrar-, Umwelt- und Regionalpolitik sowie des Unterausschusses für den Schutz der Kinderrechte der Kommission für Menschenrechte und öffentliche Angelegenheiten. Nachdem er am 23. September 2009 aus der Fraktion der Volkspartei ausgetreten war, gehörte er der Saeima wieder als Mitglied ohne Fraktionszugehörigkeit an. 2009 wechselte er zur Partei Gesellschaft für eine andere Politik SCP (Sabiedrība citai politikai).

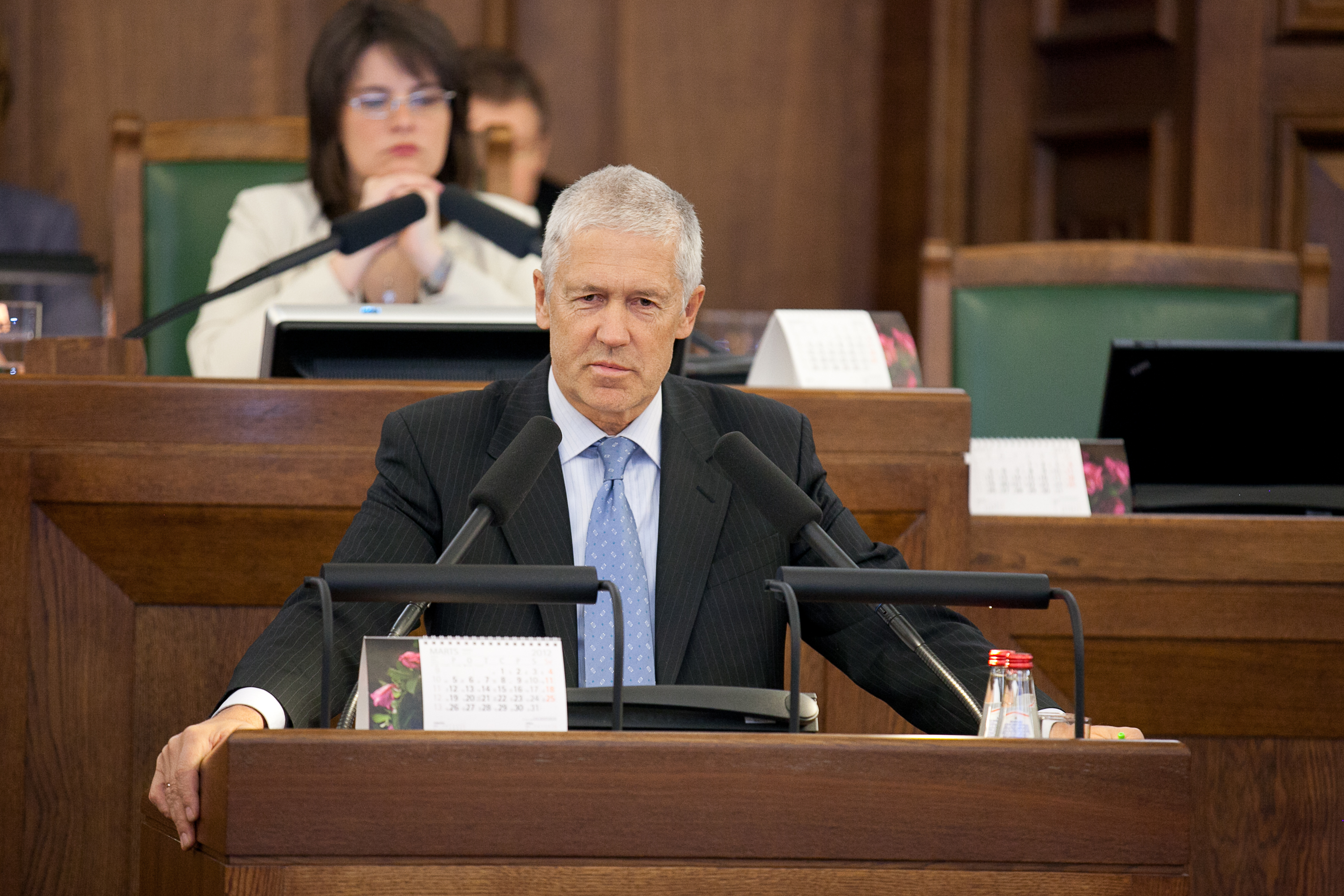
Dzintars Ābiķis bei einer Rede in der Saeima (2012).

Nach seiner Wiederwahl am 2. Oktober 2010 schloss sich Ābiķis am 2. November 2011 der Fraktion der Partei Einigkeit V (Vienotība) an und fungierte in der zehnten Legislaturperiode (2010 bis 2010) als Mitglied der Kommission für Staatsverwaltung und Kommunalverwaltung sowie der Kommission für öffentliche Ausgaben und Rechnungsprüfung. Des Weiteren war er zwischen dem 23. November 2010 und dem 17. Oktober 2011 Sekretär des Unterausschusses Sport der Kommission für Bildung, Kultur und Wissenschaft sowie Mitglied des Unterausschusses für Kinder- und Jugendangelegenheiten der Kommission für Menschenrechte und öffentliche Angelegenheiten. Zuletzt fungierte er in der elften Legislaturperiode (2011 bis 2014) vom 21. Oktober 2011 bis zum 4. November 2014 als Sekretär der Kommission für Menschenrechte und öffentliche Angelegenheiten und zwischen dem 3. November 2011 und dem 4. November 2014 auch wieder als Sekretär des Unterausschusses Sport der Kommission für Bildung, Kultur und Wissenschaft. Am 4. November 2014 nach mehr als 24-jähriger Parlamentszugehörigkeit aus der Saeima aus.
Für seine wurde Dzintars Ābiķis mit dem Orden der Drei Sterne der III. Klasse und einem Gedenkzeichen für den Teilnehmer der Barrikaden im Jahr 1991 ausgezeichnet.